# Starý Petřín
Starý Petřín là một làng thuộc huyện Znojmo, vùng Jihomoravský, Cộng hòa Séc.